# 川島清
川島 清（かわしま きよし、1905年11月14日 - 没年不詳）は、日本の俳優、殺陣師である。川島 淸と表記されることもある。本名は河島 淸三郎（かわしま せいざぶろう）。旧芸名は鵜沼 三四郎（うぬま さんしろう）。マキノ・プロダクションの主要人物の一人である。

## 来歴・人物
1905年（明治38年）11月14日、岡山県苫田郡奥津村（現在の同郡鏡野町）に生まれる。
旧制大阪府立高津中学校（現在の大阪府立高津高等学校）を卒業後、現在の大阪府富田林市にあった天地キネマに入社。ただし、同社での出演作品は不明である。2004年（平成16年）10月15日に発行された『日本映画人改名・改称事典』（国書刊行会）によれば、同社在籍当時は「鵜沼 三四郎」という芸名で活動していたという。その後、舞台を経てマキノ・プロダクションに入社し、同時に芸名を「川島 清」と改名。1927年（昭和2年）4月22日に公開された賀古残夢監督映画『銀蛇』などに出演、以後マキノの中堅悪役俳優として売り出す。また、殺陣師としても活動していた時期もある。翌々1929年（昭和4年）に発行された『日本映画俳優名鑑 昭和五年版』によれば、京都府葛野郡花園村斎宮町（現在の同府京都市右京区龍安寺斎宮町）、奈良県生駒郡生駒町（現在の同県生駒市）と転々と住み、身長は5尺4寸1分（約163.9センチメートル）、趣味は散歩と読書で、甘味の物とバナナが嗜好であり、好きな俳優はロン・チェイニー（1883年 - 1930年）と大河内傳次郎（1898年 - 1962年）であるという。
1931年（昭和6年）5月、マキノ・プロダクション解散後、東活映画を経て、1933年（昭和8年）1月15日に市川右太衛門プロダクションへ移籍し、同年11月16日に公開された志波西果監督映画『疾風正雪』などに助演。また、1936年（昭和12年）の一時期、芸名を「鵜沼 三四郎」に戻していたが、同年に松竹下加茂撮影所に移籍して間も無く「川島 清」に戻し、出演を続けた。ところが、翌1937年（昭和12年）8月14日に公開された犬塚稔監督映画『元禄快挙余譚 土屋主税 雪解篇』以降の出演作品が見当たらず、以後の消息は不明である。没年不詳。

## 出演作品

### マキノ・プロダクション御室撮影所
特筆以外、全て製作は「マキノ・プロダクション御室撮影所」、配給は「マキノ・プロダクション」、全てサイレント映画である。
- 『銀蛇』：監督賀古残夢、製作賀古プロダクション、1927年4月22日公開
- 『万花地獄 第四篇』：監督中島宝三、1927年9月23日公開 - よひどれの浪人
- 『旅の者心中 よ組の源蔵』：総指揮マキノ省三、監督中島宝三、1927年10月21日公開
- 『忠魂義烈 実録忠臣蔵』：総指揮・監督マキノ省三、1928年3月14日公開 - 杉野十平次次房
- 『娘天晴れ好う惚れた』：監督中島宝三、1928年3月28日公開
- 『裏切る跫音』：監督城戸四郎、1928年4月3日公開
- 『娘天晴れよう惚れた』：監督中島宝三、1928年4月9日公開
- 『伊達男』：監督押本七之輔、1928年6月8日公開
- 『捕吏』：総指揮マキノ省三、監督中島宝三、1928年7月6日公開 - 尻馬権三
- 『傴僂の兄貴』：監督稲葉蛟児、1928年8月15日公開
- 『旗本五人男 前篇』：監督吉野二郎、1928年8月30日公開
- 『旗本五人男 後篇』：監督吉野二郎、1928年9月13日公開
- 『崇禅寺馬場』：監督マキノ正博、1928年11月14日公開 - 遠城惣左衛門
- 『森の石松』：監督押本七之輔、1928年11月20日公開
- 『隼六剣士 前篇』：監督金森万象、1929年1月5日公開
- 『隼六剣士 前篇』：監督金森万象、1929年1月10日公開
- 『水戸黄門 東海道篇』（『水戸黄門』）：監督中島宝三、1929年2月1日公開
- 『血吹雪 誉の陣太鼓』（『誉の陣太鼓』）：監督押本七之輔、1929年2月15日公開
- 『正伝 高山彦九郎』（『高山彦九郎』）：監督押本七之輔、1929年2月22日公開 - 権三の乾分雁九郎
- 『嘘』：監督人見吉之助、1929年3月15日公開
- 『異説 清水一角』：監督二川文太郎、1929年3月31日公開 - 鯵阪平八
- 『め組の喧嘩』：監督押本七之輔、1929年7月14日公開
- 『松平外記』：監督押本七之輔、1929年10月11日公開
- 『剣士弥源太』：監督人見吉之助、1929年10月17日公開 - 最上源八郎
- 『怪談道中双六』：監督押本七之輔、1929年10月24日公開 - 役者尾上
- 『神田の火祭 江戸の華』：監督押本七之輔、1929年11月8日公開 - 前田候供頭役 名越重三郎
- 『怪談 狐と狸』：監督吉野二郎、1929年11月8日公開
- 『彦左漫遊記』：監督吉野二郎、1929年11月28日公開 - 泥亀伝吉
- 『天保水滸伝』：監督押本七之輔、1930年1月5日公開 - 清滝の左吉
- 『人斬伊太郎』（『人斬り伊太郎』）：監督並木鏡太郎、1930年2月28日公開 - 八百鉄
- 『変幻女六部』：監督吉野二郎、1930年3月7日公開 - 臣山川伝六
- 『煉獄二道』：監督吉野二郎、1930年6月13日公開 - 息盛広
- 『藤馬は強い』：監督勝見正義、1930年6月20日公開 - 佐々木剣之助
- 『恋寝刃 伊勢音頭』：監督勝見正義、1930年8月29日公開 - 徳島岩次
- 『浜松屋 弁天小僧』：監督吉野二郎、1930年10月3日公開 - 鳶頭清吉
- 『続お洒落狂女』：監督吉野二郎、1930年12月19日公開 - 道中師虎丸
- 『里見八剣伝』：監督吉野二郎、1931年1月5日公開 - 箙上宮六
- 『紅蝙蝠』：監督勝見正義、1931年3月13日公開 - 三田一角

### 東活映画社
全て製作・配給は「東活映画社」、全てサイレント映画である。
- 『三千世界膝栗毛 へそ取り天上の巻』：監督後藤岱山、1932年8月14日公開 - 旅の武士

### 市川右太衛門プロダクション
全て製作は「市川右太衛門プロダクション」、配給は「松竹」、特筆以外は全てサイレント映画である。
- 『放浪の名君』：監督古野英治、1933年10月5日公開 -
- 『疾風正雪』：監督志波西果、1933年11月16日公開 - 三の用心棒
- 『伊井大老斬奸第一声 安政大獄篇』：監督志波西果、1934年5月4日公開 - 頼三樹三郎 ※サウンド版
- 『伊井大老斬奸第一声 稲田重蔵篇』：監督志波西果、1934年5月11日公開 - 頼三樹三郎 ※サウンド版
- 『中仙道を行く退屈男 前篇』：監督古野英治、1935年1月7日公開 - 旗本子母沢右膳
- 『中仙道を行く退屈男 後篇 十万石を裁く退屈男』：監督古野英治、1935年2月8日公開 - 旗本子母沢右膳
- 『晴れる木曾路』：監督滝沢英輔、1935年4月11日公開 - 南條七五郎 ※サウンド版
- 『海内無双』：監督滝沢英輔、1936年1月5日公開 - ヒモノ久太 ※サウンド版

### 松竹下加茂撮影所
特筆以外、全て製作は「松竹下加茂撮影所」、配給は「松竹」、全てトーキーである。
- 『富士に立つ退屈男』：監督並木鏡太郎、製作松竹太秦撮影所、1937年1月5日公開 - 加藤市郎右衛門
- 『元禄快挙余譚 土屋主税 落花の巻』：監督犬塚稔、1937年7月14日公開 - 吉良家の侍
- 『元禄快挙余譚 土屋主税 雪解篇』：監督犬塚稔、1937年8月14日公開 - 吉良家の侍